# Silke Frankl
Silke Frankl Frankl (Mannheim, 29 maggio 1970) è un'ex tennista tedesca.

## Carriera
Ha raggiunto una finale nel circuito principale, durante l'Athens Trophy 1988 in coppia con la connazionale Sabine Hack è riuscita ad avanzare fino al turno decisivo per poi arrendersi in due set alla coppia formata da Sabrina Goleš e Judith Wiesner.
Nei tornei del Grande Slam ha raggiunto in due occasioni il terzo turno, la prima durante il Roland Garros 1993 dove è stata sconfitta da Nataša Zvereva mentre l'anno successivo è avanzata sull'erba di Wimbledon dove è stata eliminata dalla testa di serie Helena Suková.

## Statistiche

### Doppio

#### Finali perse (1)
| Numero | Anno | Torneo               | Superficie    | Compagna    | Avversarie in finale         | Punteggio |
| 1.     | 1988 | Athens Trophy, Atene | Terra battuta | Sabine Hack | Sabrina Goleš Judith Wiesner | 5–7, 0–6  |